# Chiesa dei Santi Filippo e Giacomo (Altavalle)
La chiesa dei Santi Filippo e Giacomo è la parrocchiale di Faver, frazione di Altavalle in Trentino. Rientra nella zona pastorale di Mezzolombardo dell'arcidiocesi di Trento e risale al XII secolo.

## Storia

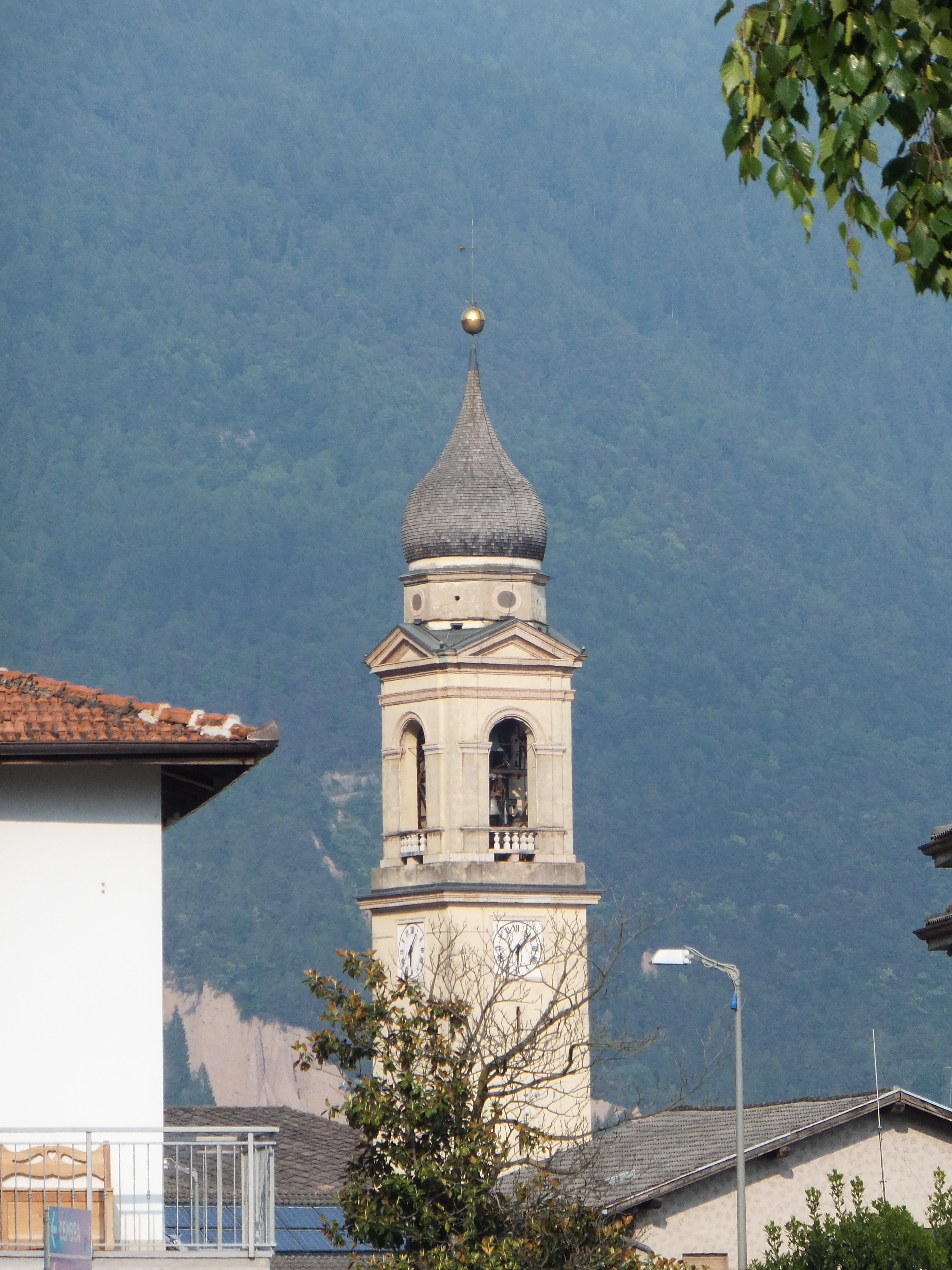
Torre campanaria.

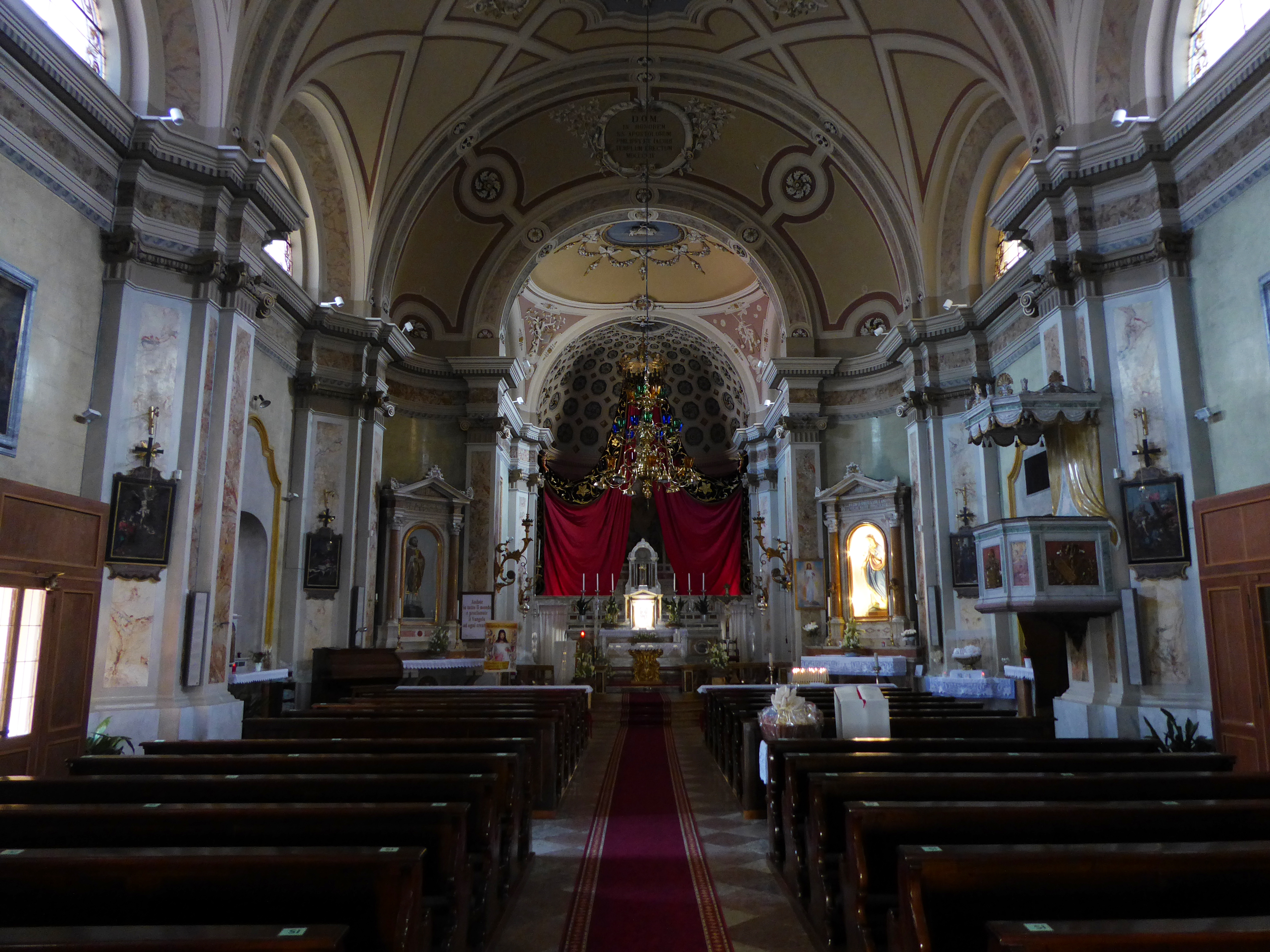
Interno

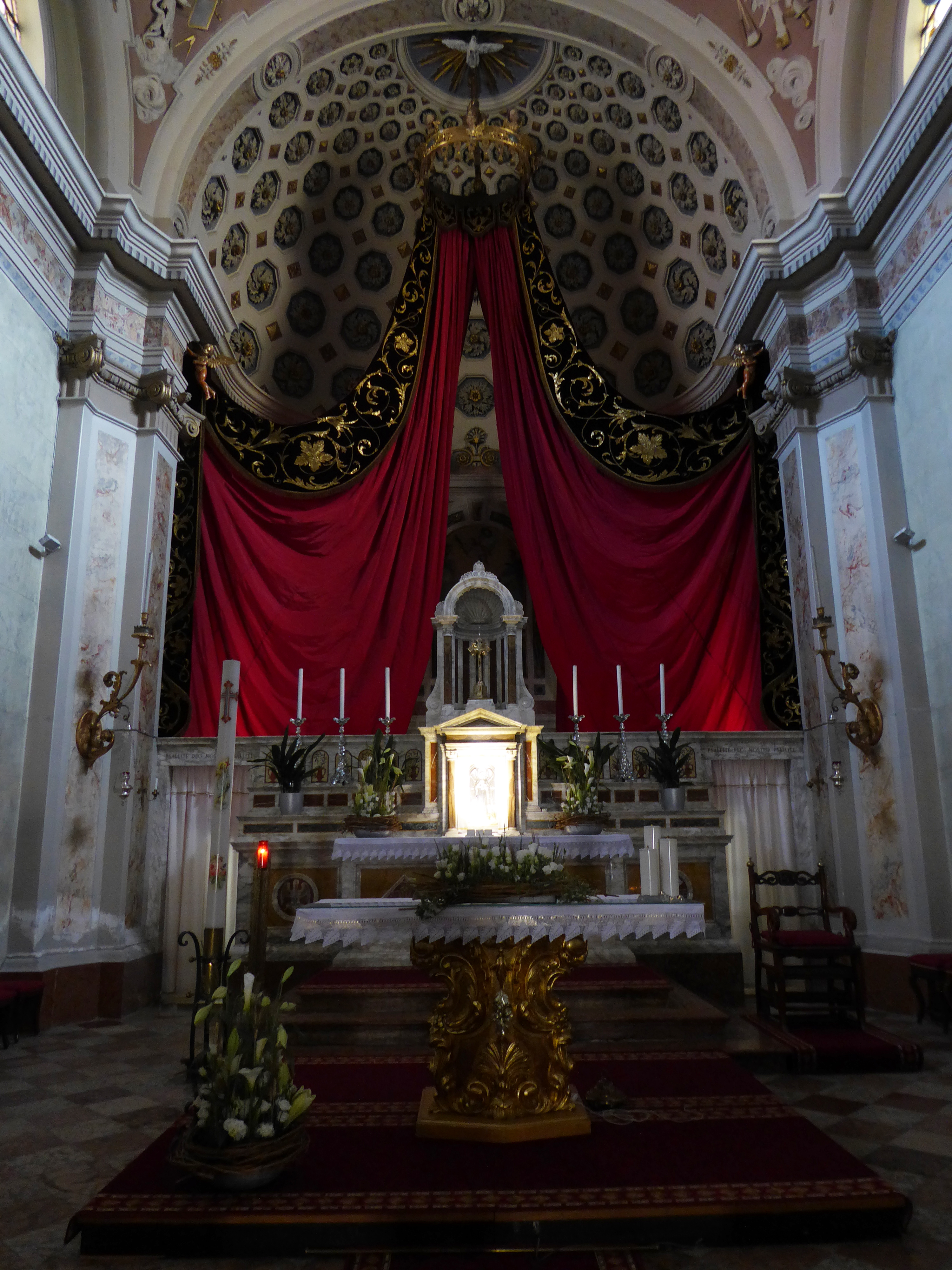
Presbiterio

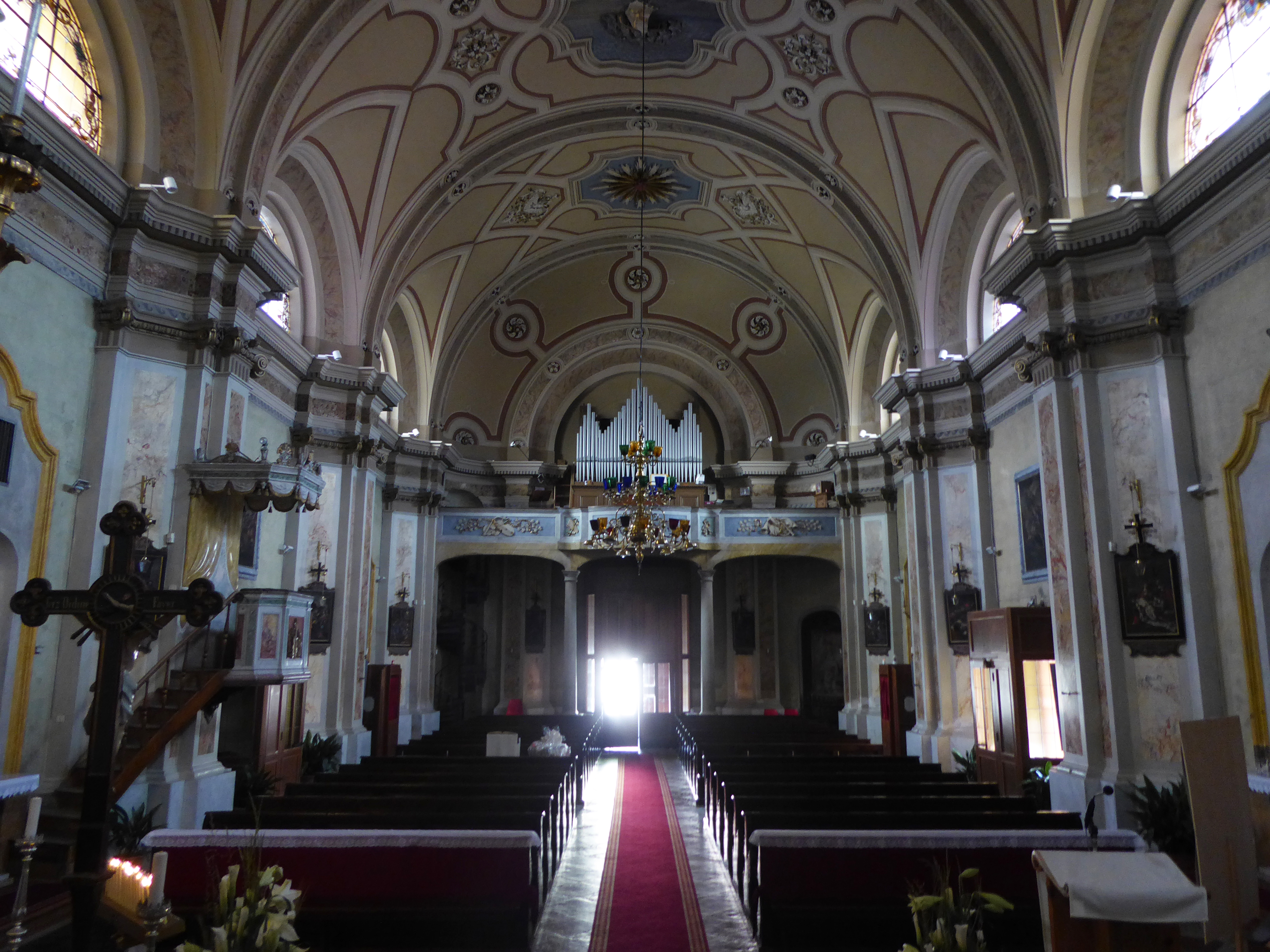
Interno visto dal presbiterio.

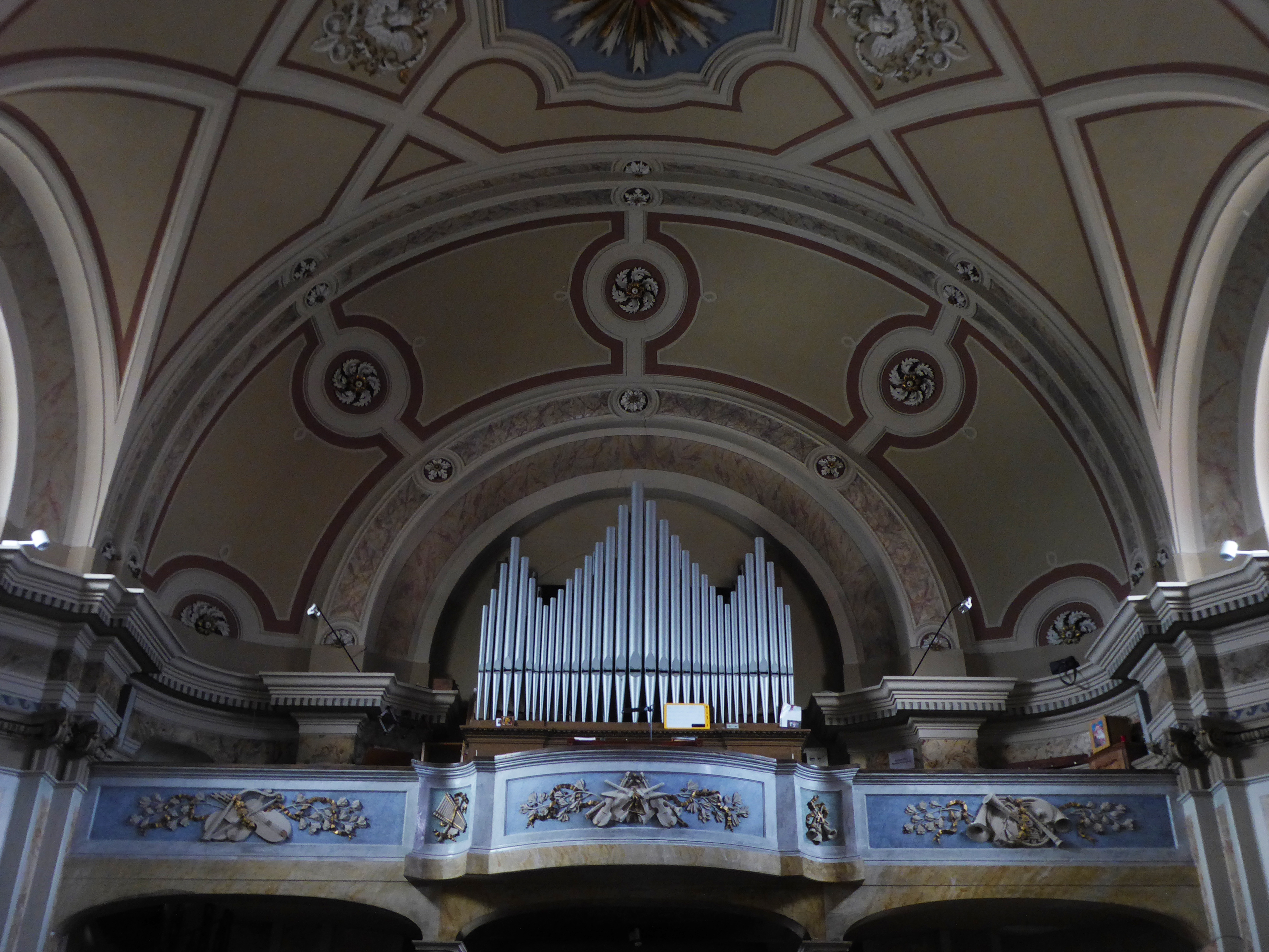
Controfacciata con organo a canne.

La consacrazione della piccola cappella di Faver è documentata nel 1116, allora con dedicazione a San Giacomo, e tale piccolo edificio venne ampliato nel XV secolo. Nel corso del secolo successivo la chiesa fu oggetto di due visite pastorali e in quel periodo non era chiaro se fosse dedicata a San Giacomo Maggiore o a San Giacomo Minore ed entrambe le feste patronali venivano celebrate dalla comunità. La dedicazione anche a San Filippo sembra sia stata introdotta a partire dal XVII secolo.
Nel 1714, dopo essere stata a lungo sussidiaria della pieve di Cembra, la chiesa di Santa Maria Assunta, venne elevata a dignità curaziale.
Durante l'invasione del territorio da parte delle truppe napoleoniche la chiesa venne bombardata, data alle fiamme e in seguito nuovamente devastata da un nuovo incendio. Fu ripristinata solo in parte, perché si decise l'edificazione di un nuovo luogo di culto.
Tra il 1853 e il 1854 la nuova chiesa dei Santi Filippo e Giacomo venne eretta a breve distanza dalla precedente, e subito si iniziò anche a decorarne gli interni a stucco. Nel 1860 le venne costruito accanto pure il nuovo camposanto del paese e si iniziò ad erigere la torre campanaria, ultimata quattro anni dopo. Al posto della chiesa primitiva venne costruita la canonica.
Nel 1870 Benedetto Riccabona de Reichenfels, vescovo di Trento celebrò la sua consacrazione solenne.
All'inizio del XX secolo vennero realizzati alcuni interventi di restauro e furono decorate alcune parti dell'interno, come la piccola cappella del fonte battesimale e la volta della sacrestia. Dopo il primo conflitto mondiale, nel 1919, venne elevata a dignità di chiesa parrocchiale.

### Adeguamento liturgico
Tra il 1975 e il 1999 è stato realizzato l'adeguamento liturgico. Il nuovo altare postconciliare realizzato dallo scultore Egidio Petri è stato posto nel presbiterio in posizione avanzata. L'altare maggiore storico è stato mantenuto e la custodia eucaristica resta nel tabernacolo originale.
La sede è stata inserita tra i due altari e a sinistra si trova l'ambone.

## Descrizione

### Esterni
La chiesa mostra orientamento verso sud-est ed è posta in posizione elevata, accanto al cimitero della comunità. La facciata a capanna con due spioventi è di forme semplici e neoclassiche caratterizzata da un grande motivo ad arco che racchiude il portale di accesso architravato e sopra, in asse, la finestra a lunetta che porta luce alla sala concluso, superiormente, dal grande frontone. La torre campanaria si alza sulla destra in posizione isolata e arretrata. La cella si apre con quattro finestre a monofora e si conclude con una copertura a cipolla. Il pregevole concerto delle sue campane si può udire in tutta la Val di Cembra.

### Interni
La navata interna è unica divisa in due campate. Nella sala sono conservate varie opere artistiche di pregio come le tele conservate sopra gli ingressi laterali e la pala dell'altare maggiore opere di Tommaso Rasmo di Predazzo e l'affresco nella nicchia del battistero realizzato da Agostino Aldi di mantova all'inizio del XX secolo. L'organo a canne in controfacciata, trasferito dalla chiesa di San Marco di Trento, è stato rifatto dalla ditta Mascioni.